# Halcyon pileata
Halcyon pileata е вид птица от семейство Halcyonidae.

## Разпространение
Видът е разпространен в Бангладеш, Бруней, Виетнам, Индия, Камбоджа, Китай, Лаос, Малайзия, Мианмар, Северна Корея, Сингапур, Тайланд, Филипините, Хонконг, Южна Корея и Япония.